# السجينة (مسلسل)
السجينة، مسلسل اجتماعي درامي كويتي من تأليف أسمهان توفيق و إخراج حسن إبراهيم سلطان والعرض الأول 1 إبريل 2009 .

## قصة المسلسل
يحكي المسلسل عن قصة صراع الإنسان ضد اخيه الإنسان... قصة امراه أكل الحقد والحسد قلبها واستولى الطمع على مشاعرها فكان طريق الشر خيارها، لتقود من خلاله زوجه أخيها الشابة إلى السجن لالشيء... سوى المال !
وتمضي السنين لتخرج السجينة، إلى زمان غير زمانها.. الشباب قد ولى والعز قد مال والمال قد ذهب. أما الأولاد فإن مصيرهم إلى المجهول !

## فريق الممثلين
| الممثلين          |
| ----------------- |
| مريم الصالح       |
| أحمد الصالح       |
| جاسم النبهان      |
| باسمة حمادة       |
| عبد الناصر الزاير |
| ملاك              |
| شهاب جوهر         |
| نواف النجم        |
| عبد الله بهمن     |
| أمل عبد الكريم    |
| عبد الله العتيبي  |
| زهرة دعيج         |
| فوزي القاضي       |
| العنود            |
| صالح الدرع        |
| غدير صفر          |
| أحمد حبيب         |
| عبد الله الغدير   |
| سعد كنعان         |
| محمد جابر         |
| أحمد مساعد        |
| طاهر النجادة      |